# Ermanno Capelli
Ermanno Capelli (* 9. Mai 1985 in Ponte San Pietro) ist ein ehemaliger italienischer Radrennfahrer.

## Karriere
In der Saison 2006 konnte Ermanno Capelli die beiden U23-Eintagesrennen Trofeo Banca Popolare Piva und den Grand Prix Palio del Recioto für sich entscheiden. Außerdem belegte er bei der italienischen Meisterschaft in Julisch Venetien den dritten Platz im Zeitfahren der U23-Klasse. Bei der Straßenweltmeisterschaft 2009 in Salzburg startete er im U23-Straßenrennen und schaffte es auf den 60. Rang. 2007 wurde er bei der Coppa San Geo Zweiter hinter dem Kroaten Hrvoje Miholjević.

Im Jahr 2008 bestritt Capelli als Neoprofi für sein Team Saunier Duval-Scott mit dem Giro d’Italia seine erste große Rundfahrt. Er beendete diese jedoch auf der 15. Etappe vorzeitig. Den Giro d’Italia 2010 gab er ebenfalls auf. Nach der Saison 2011 beendete Capelli seine internationale Karriere.

## Teams
- 2008 Saunier Duval-Scott / Scott-American Beef
- 2009 Fuji-Servetto
- 2010 Footon-Servetto
- 2011 Team Vorarlberg

## Palmarès
2006
- Trofeo Banca Popolare Piva (U23)
- Grand Prix Palio del Recioto

2007
- Coppa San Geo